# Illes Formigues
Les illes Formigues són un grup de setze petits illots situats a 1.300 m de la punta d'en Canet, entre Palamós i Palafrugell (Baix Empordà), i a 800 del cap de Planes. Administrativament pertanyen als dos municipis.
Aquests illots deuen el seu nom al fet de ser petits i nombrosos, amb una silueta de petits insectes, i són la senya d'identificació de l'horitzó marí de Palamós i Calella de Palafrugell.

## Descripció
Les illes Formigues estan formades per roques d'origen igni: granodiorites i granits alcalins i pràcticament desproveïdes de vegetació, car quan hi ha mala mar les cobreix l'aigua. Estan senyalitzades amb un far situat a l'illot de la Formiga Gran. El far emet llum blanca consistent en un grup de 3 flaixos cada 9 segons amb una visibilitat nominal de 6 milles. Les Formigues són un refugi per a ocells marins, com gavines i corbs marins.
Els fons de les Formigues varien des dels 9 metres fins a més de 45. Hi ha nombroses coves submarines i abundància de formes vitals, especialment gorgònies multicolors. De fet, el 2011 s'havia d'aprovar el projecte de reserva marina per les illes (d'un total de 3.580 ha), però no va tirar endavant a causa de la manca de pressupost.

### Foraió
El foraió és un escull de les illes Formigues, també anomenat furió de fora. Està una mica apartat i té mala reputació perquè fou causant de l'embarrancament del butaner Newton (1964) i possiblement també el del vapor Algier (1899).

## Història
La batalla naval de les Formigues (1285), en la qual Roger de Llúria derrotà les tropes franceses de Felip III, probablement tingué lloc molt a prop d'aquests illots.
El 2006, Palamós i Mont-ras van pactar que les illes pertanyien tan sols a Palamós; uns mesos després, però, Palafrugell va intervenir i va demanar que es revisés l'acord, la qual cosa acabà amb una decisió de la Generalitat de Catalunya l'any 2009 (ratificada pel Tribunal Superior de Justícia de Catalunya el 2011) que consistia a repartir les illes de la següent manera: per Palamós, la Formiga Gran i els illots propers (un total de 1.488,8 m²), i per Palafrugell Sa Planassa, Sa Corba, l'escull Llagoster i els esculls de Fora (1.627,8 m²).

## Fitxa tècnica del far
- Tipus: balisa
- Número del catàleg de fars: 31140/G
- Situació: illot de la Formiga Gran
- Alçada del focus lluminós sobre el nivell del mar: 14 metres
- Forma del far: torre cilíndrica sobre caseta blanca
- Llum: blanca, grup de tres llampades cada nou segons
- Longitud del llampec: nominal de 6 milles marines